# Moulin de la Galette (Utrillo)
Le Moulin de la Galette è un dipinto (54,5x73,5 cm) realizzato nel 1912 circa dal pittore Maurice Utrillo all'apice del suo "periodo bianco".
Fa parte della Collezione Galerie Pétridès di Parigi.
I colori dominanti sono il bianco sporco dei muri e della strada ed il grigio del cielo, controbilanciati dal blu e da qualche pennellata di giallo e rosso.

Raffigura la sala da ballo "Moulin de la Galette" a Montmartre, una zona parigina allora famosa per il pittoresco locale in forma di falso mulino a vento ivi presente, celebre ritrovo di artisti e sede di spettacoli di ballo.
Il quadro è firmato "Maurice Utrillo V.", dove la "V" si riferisce al cognome della madre (Suzanne Valadon).